# Kék korongcincér
A kék korongcincér (Callidium violaceum) a cincérfélék családjába tartozó, Eurázsiában és Észak-Amerikában honos, fenyőfákon élő bogárfaj. 

## Megjelenése
A kék korongcincér testhossza 8-16 mm. Testalkata erőteljes, az előtor oldalai kidomborodók, a szárnyfedők oldalvonalai párhuzamosak. Színe kék vagy ibolyáskék (ritkán fémzöld), a csápok (a kékes 1. íz kivételével), lábfejek és a has feketésbarnásak. Felszíne ritkásan szőrös. Az előtor nagyon durván, sűrűn és ráncosan pontozott; a nőstény előtora emiatt fénytelen; a hímé vagy töve közepén egy széles, párhuzamos szegélyű folton durván pontozott, de közterei fényesek, míg egyebütt nagyon sűrűn, ráncolva pontozott és fénytelen. Szárnyfedői durván és sűrűn pontozottak, fényesek, hosszanti vagy harántlécek nélkül. 

## Elterjedése és életmódja
Eurázsiában (a Pireneusoktól Japánig) és Észak-Amerikában honos. A Kárpátokban elterjedt és gyakori faj. Magyarországon a hegyvidéki fenyvesekben elterjedt, de szórványosan máshol (Magyaróvár, Siófok, Esztergom, Szár, Szigetvár, Tihany) is előfordul. 
16-26 mm-es lárvája elsősorban lucfenyő és jegenyefenyő kérge alatt él, de más fenyőfélékben (erdeifenyő, vörösfenyő), sőt ritkán tölgy-, éger-, fűz- és gyümölcsfák száraz törzseiben is előfordulhat. A hántolatlan feldolgozott vagy beépített faanyagban (kerítésoszlopok, tűzifa) is megtalálható. A lárva széles, lapos galériákat rág a kéreg alatt, majd kifejlődve a faanyagba fúrja horog alakú bábkamráját. Életciklusa jó körülmények között egy évig, száraz fában akár három évig is eltarthat. Az imágó májustól júliusig rajzik. Főleg éjjel aktív, napközben csak ritkán repül. Elsősorban a tápnövényén található meg.

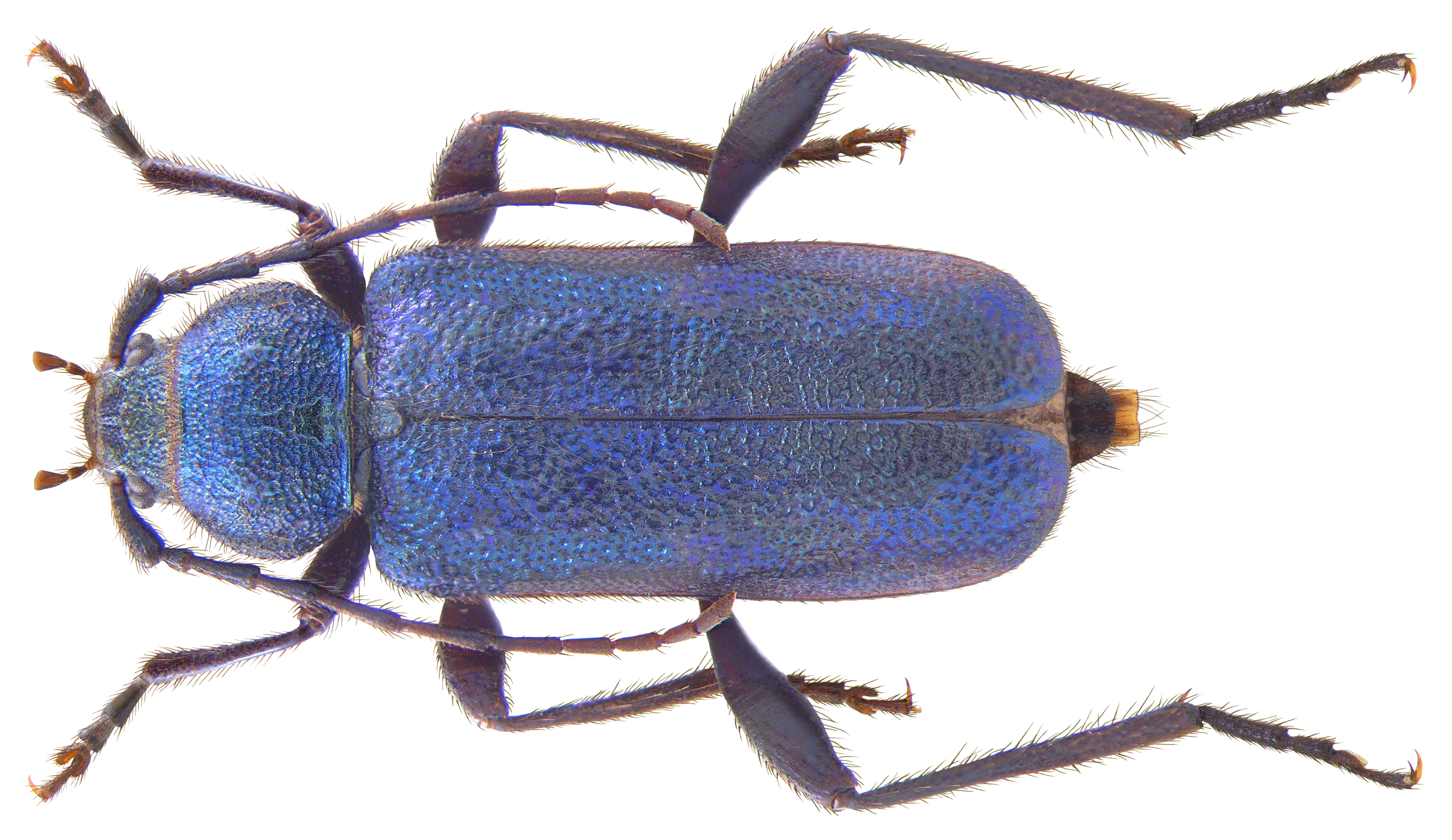
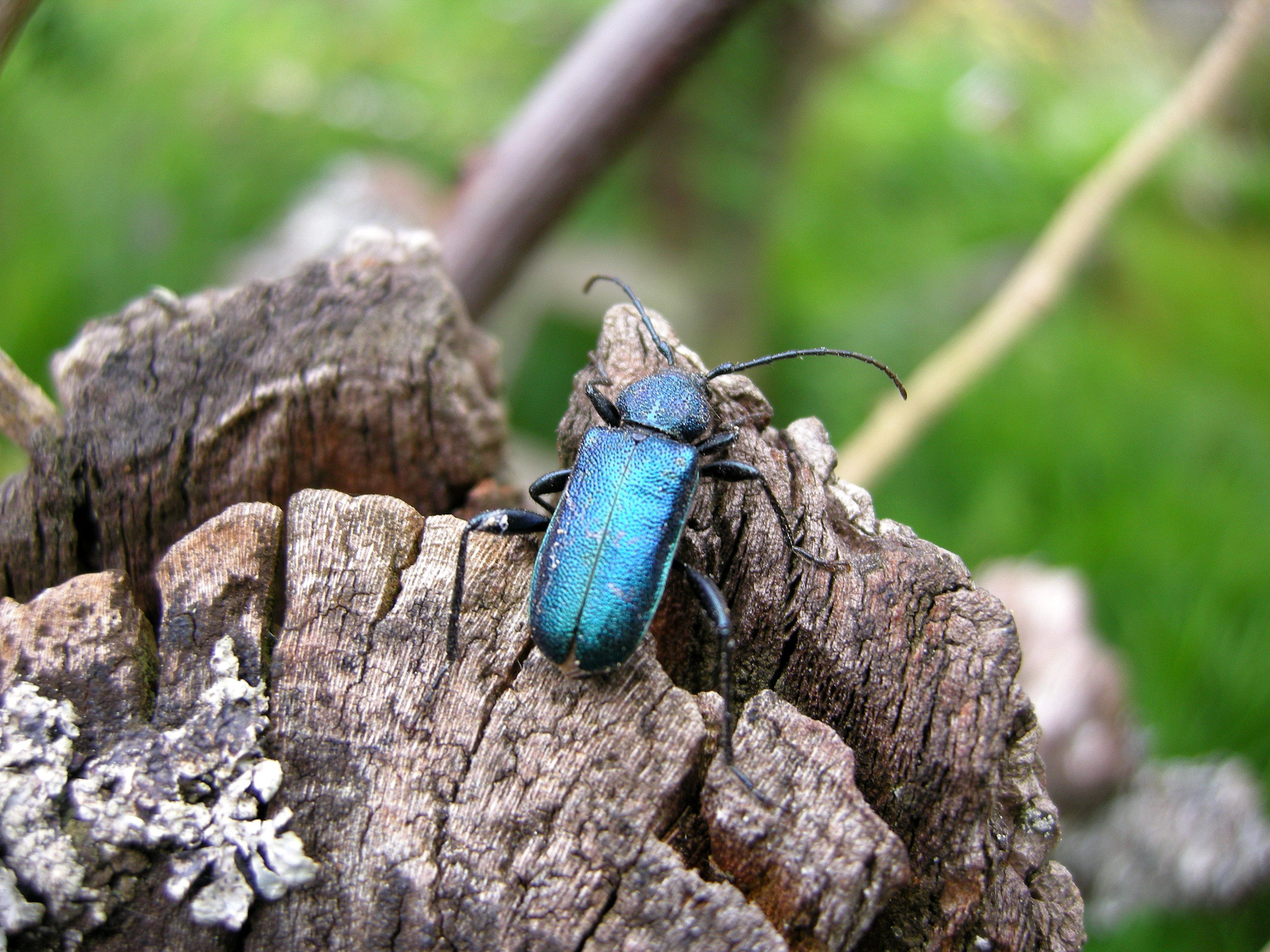
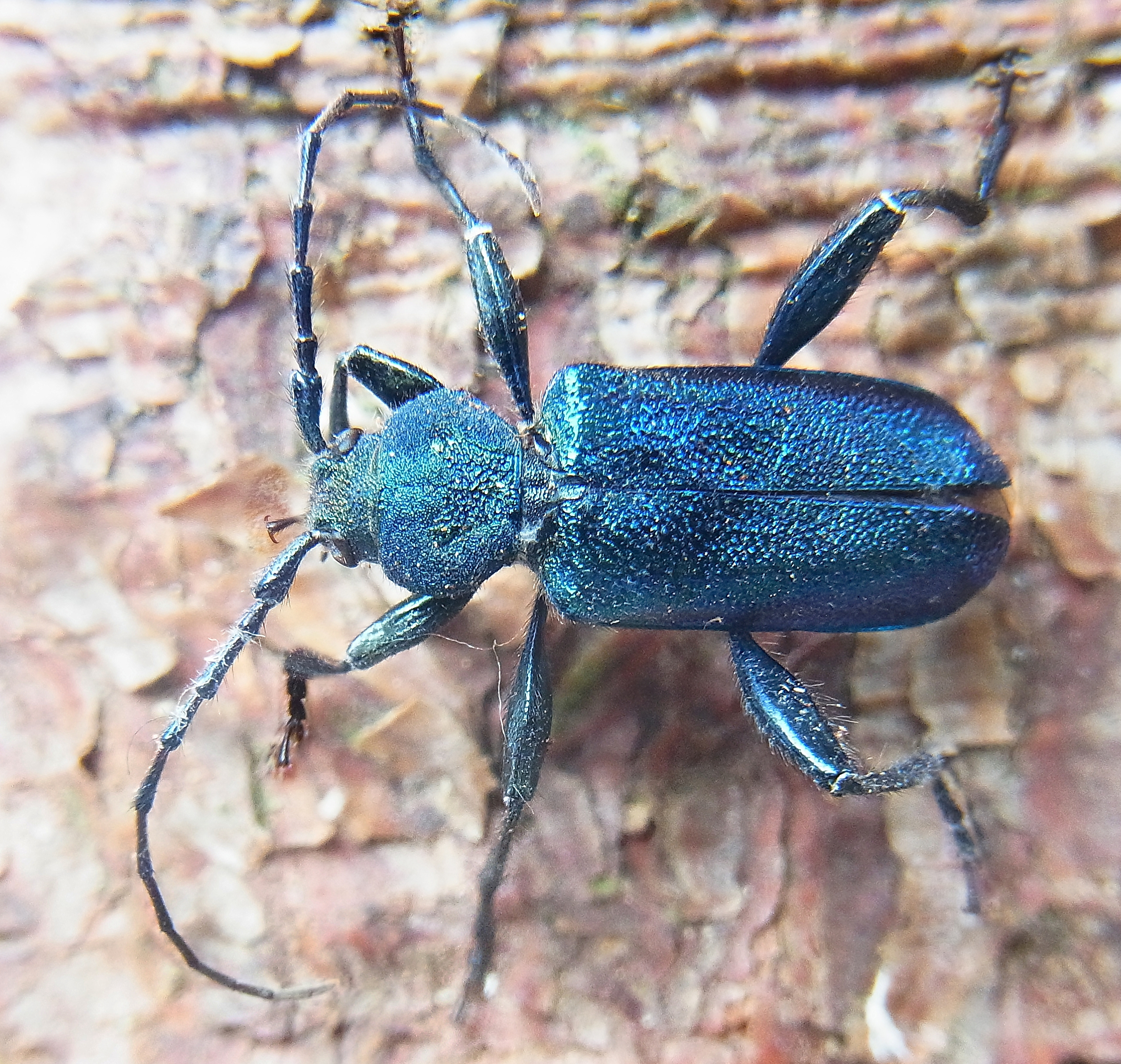
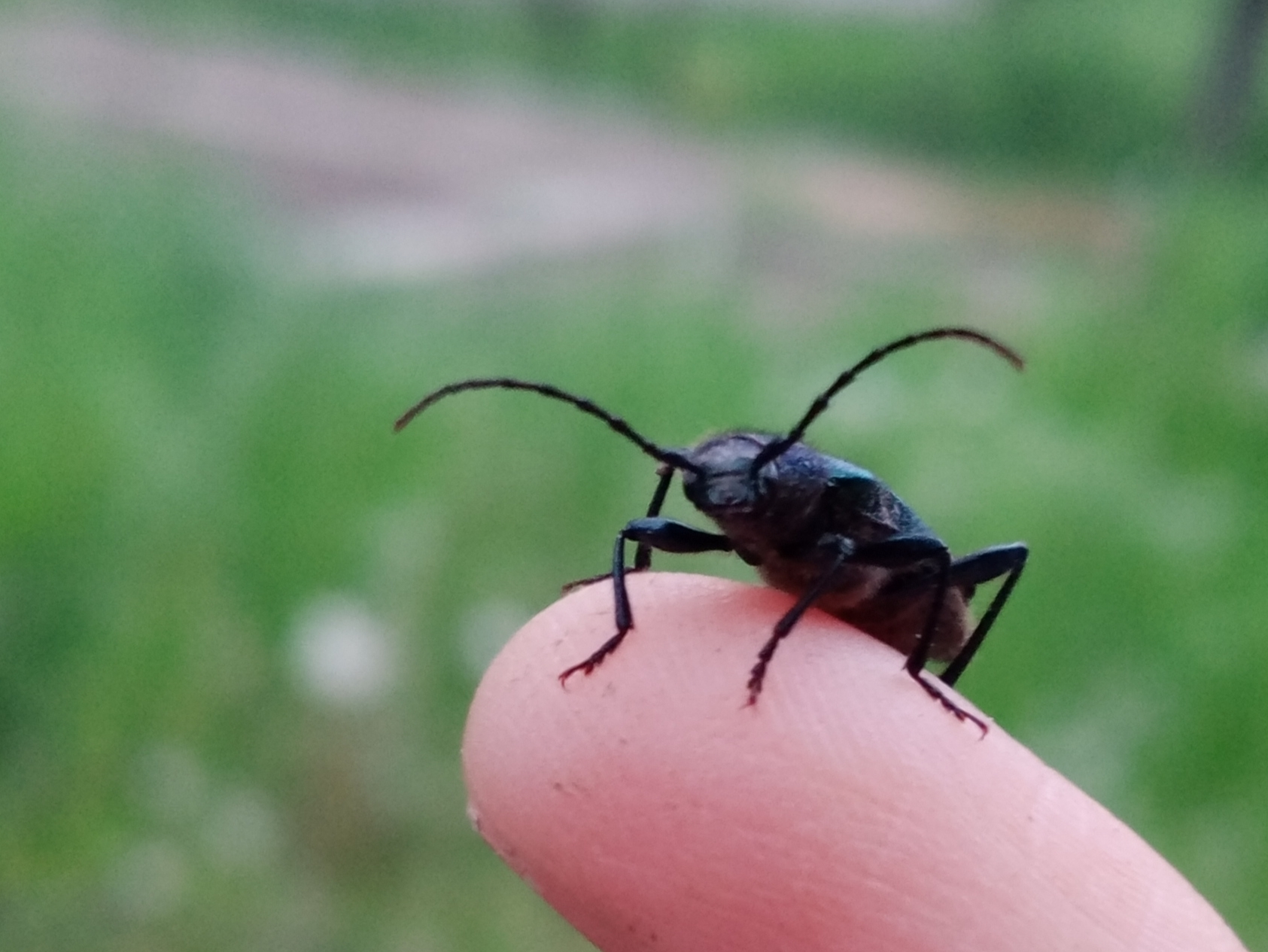
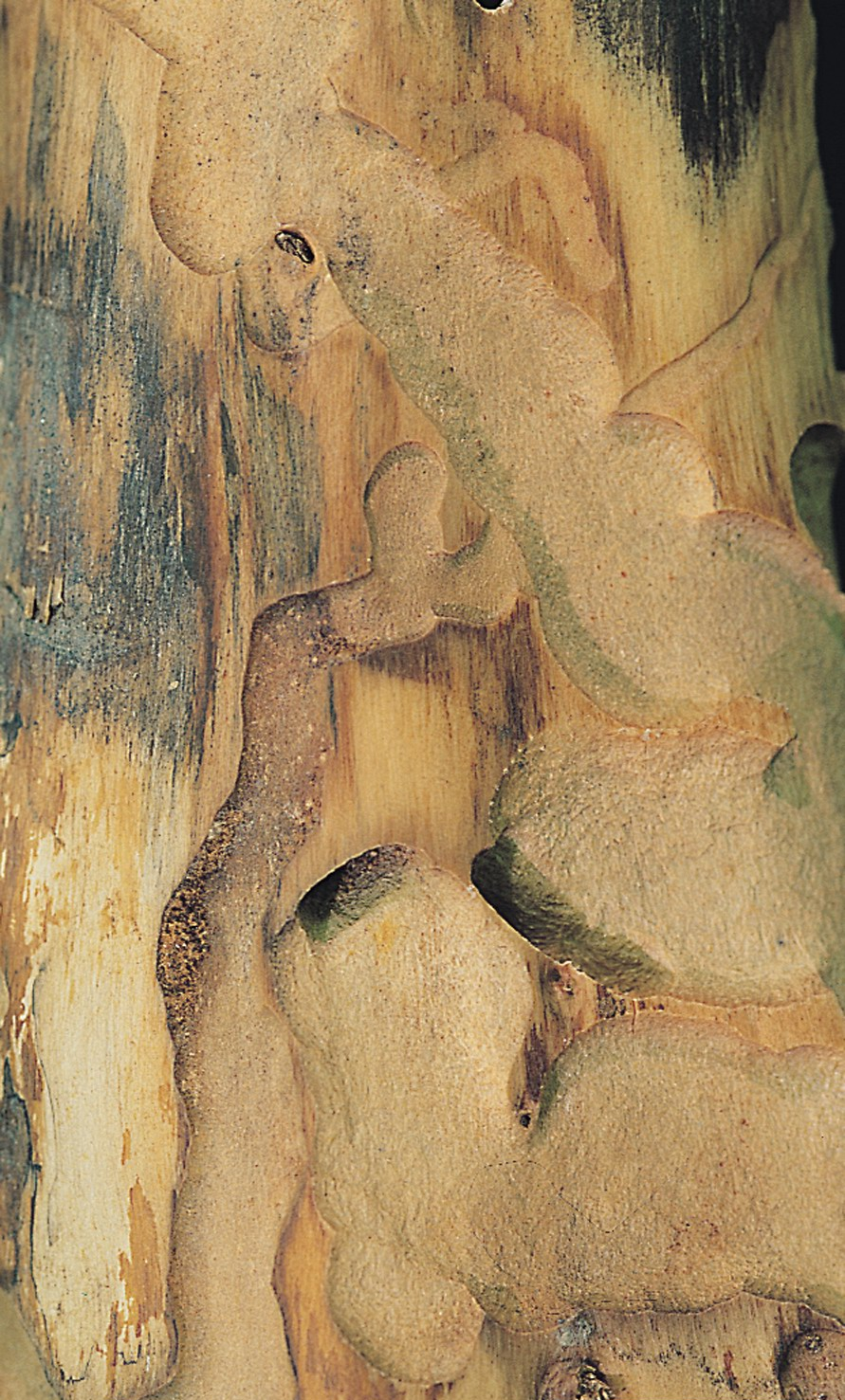

Magyarországon nem védett.